# سوسورلوک
سوسورلوک (به ترکی استانبولی: Susurluk) شهری است در کشور ترکیه که در استان بالیکسیر واقع شده است. جمعیت این شهر بر اساس سرشماری سال ۲۰۰۸ میلادی ۲۴٬۰۵۰ نفر و بر اساس برآوردهای سال ۲۰۰۹ میلادی ۲۴٬۳۲۲ نفر می‌باشد.